# Tyrannochthonius beieri
Tyrannochthonius beieri es una especie de arácnido  del orden Pseudoscorpionida de la familia Chthoniidae.

## Distribución geográfica
Se encuentra en las Islas Salomón.